# Mikhaïl Vergueïenko
Mikhaïl Nikiforovitch Vergueïenko (en russe : Михаил Никифорович Вергеенко ; biélorusse : Міхаіл Нікіфаравіч Вяргеенка), est un footballeur international et entraîneur de football soviétique puis biélorusse, né le 12 janvier 1950 à Gomel et mort le 16 juillet 2024 à Minsk.

## Biographie

### Carrière de joueur
Natif de Gomel, Mikhaïl Vergueïenko commence la pratique du football dans cette même ville, intégrant au cours de sa jeunesse les rangs du Spartak Gomel. Il est recruté en 1969 par le Dinamo Minsk, avec qui il fait ses débuts en première division soviétique le 16 mars 1971 contre le Spartak Ordjonikidzé, à l'âge de 21 ans. L'année suivante, il est sélectionné au sein de la sélection soviétique espoirs dans le cadre de l'Euro 1972 où son équipe atteint la finale avant d'être vaincue par la Tchécoslovaquie.
Passant par la suite l'intégralité de sa carrière professionnelle au Dinamo, Vergueïenko dispute ainsi 308 rencontres sous les couleurs du club entre 1971 et 1983, incluant 172 matchs en première division. Il participe ainsi activement au sacre de l'équipe à l'issue de la saison 1982, jouant cette année-là 28 rencontres de championnat sur 34 et inscrivant même un but sur penalty le 17 juillet 1982 contre le Neftchi Bakou lors d'une victoire 3-1,. Il dispute son dernier match le 8 avril 1983 face au Dinamo Tbilissi avant de raccrocher les crampons à l'été 1983 à l'âge de 33 ans.

### Carrière d'entraîneur
Se reconvertissant comme entraîneur après la fin de sa carrière, Verguïenko intègre dès 1984 l'encadrement technique du Dinamo Minsk en tant qu'entraîneur assistant de Beniamin Arzamastsev (ru). Il devient ensuite directeur sportif de 1986 à 1988 avant de retrouver un rôle d'adjoint sous Eduard Malofeev jusqu'en 1991.
Après le départ de ce dernier en avril 1991, Vergueïenko est nommé à la tête de l'équipe première, l'amenant à la huitième place du championnat soviétique en fin de saison. Tandis que l'Union soviétique disparaît à la fin de l'année 1991 et que le Dinamo est placé au sein de la nouvelle première division biélorusse, il dirige alors le club qui domine la compétition durant ses premières saisons, réalisant le doublé Coupe-Championnat en 1992 avant de remporter une nouvelle fois le championnat en 1993. En parallèle, il prend la tête de la nouvelle sélection biélorusse dans ses premières années entre 1992 et 1994. Il quitte ces deux fonctions à la fin du mois de mai 1994.
Il retrouve en début d'année 1997 la direction de la sélection biélorusse, qu'il dirige notamment durant les phases qualificatives pour la Coupe du monde 1998 puis de l'Euro 2000 jusqu'au mois de septembre 1999. Dans le même temps, il occupe le poste de directeur général du Dinamo Minsk entre juillet 1998 et mars 2000.
Par la suite, Vergueïenko occupe un poste de vice-président au sein de la fédération biélorusse de football jusqu'à l'élection de Sergueï Roumas au mois d'avril 2011, étant alors relégué au rang de directeur technique. Il retrouve le poste de vice-président au mois de mars 2019, après le départ de Roumas et son remplacement par Vladimir Bazanov.

## Statistiques
| Saison                | Club                  | Championnat           | Championnat | Championnat | Coupe(s) nationale(s) | Coupe(s) nationale(s) | Total | Total |
| Saison                | Club                  | Division              | M.          | B.          | M.                    | B.                    | M.    | B.    |
| 1971                  | Dinamo Minsk          | D1                    | 10          | 0           | 1                     | 0                     | 11    | 0     |
| 1972                  | Dinamo Minsk          | D1                    | 12          | 0           | 1                     | 0                     | 13    | 0     |
| 1973                  | Dinamo Minsk          | D1                    | 29          | 0           | 4                     | 0                     | 33    | 0     |
| 1974                  | Dinamo Minsk          | D2                    | 34          | 0           | 2                     | 0                     | 36    | 0     |
| 1975                  | Dinamo Minsk          | D2                    | 35          | 0           | 1                     | 0                     | 36    | 0     |
| 1976                  | Dinamo Minsk          | D1                    | 27          | 0           | -                     | -                     | 27    | 0     |
| 1977                  | Dinamo Minsk          | D2                    | 30          | 0           | 3                     | 0                     | 33    | 0     |
| 1978                  | Dinamo Minsk          | D2                    | 10          | 0           | 2                     | 0                     | 12    | 0     |
| 1979                  | Dinamo Minsk          | D1                    | 23          | 0           | 2                     | 0                     | 25    | 0     |
| 1980                  | Dinamo Minsk          | D1                    | 25          | 0           | 3                     | 0                     | 28    | 0     |
| 1981                  | Dinamo Minsk          | D1                    | 14          | 0           | 2                     | 0                     | 16    | 0     |
| 1982                  | Dinamo Minsk          | D1                    | 28          | 1           | 6                     | 0                     | 34    | 1     |
| 1983                  | Dinamo Minsk          | D1                    | 4           | 0           | -                     | -                     | 4     | 0     |
| Total sur la carrière | Total sur la carrière | Total sur la carrière | 281         | 1           | 27                    | 0                     | 308   | 1     |

## Palmarès
| \| Palmarès en club Dinamo Minsk - Championnat d'Union soviétique (1) : - Champion : 1982. \| Palmarès en sélection Union soviétique - Championnat d'Europe espoirs : - Finaliste : 1972. \| | Dinamo Minsk - Championnat de Biélorussie (2) : - Champion : 1992 et 1992-93. - Coupe de Biélorussie (1) : - Vainqueur : 1992. |
| Dinamo Minsk - Championnat d'Union soviétique (1) : - Champion : 1982. | Union soviétique - Championnat d'Europe espoirs : - Finaliste : 1972.                                                          |